# الزين طارق
الزين طارق (مواليد 2005) سباحة بحرينية.

## السيرة الذاتية
ولدت في البحرين في عام 2005. الزين أصغر رياضية في التاريخ تشارك في بطولة العالم للسباحة وذلك في عام 2015 عندما كانت تبلغ من العمر عشر سنوات.
الزين ابنة طارق سالم جمعة وهو سباح محترف بحريني.
تأهلت الزين إلى نهائيات كأس العالم في قازان مع أفضل وقت بحريني في سباق الفراشة 50 متر بفوزها على سباحات أكبر منها. مشاركتها في المسابقات في قازان بفضل فراغ تشريعي في قوانين الاتحاد الدولي للسباحة ورابطة الاتحادات الوطنية التي نظمت بطولة العالم للسباحة حيث أن الاتحاد الدولي للسباحة لا يوفر الحد الأدنى للعمر للمشاركة في مسابقاته ولكن أوراق الاتحادات في كل بلد هي التي تنظم هذه القوانين باستثناء الغوص والذي يوجد فيه حد أدنى للسن وهو 14 سنة. على سبيل المثال ففي الدوري الأوروبي للسباحة الذي ينظمه الاتحاد الأوروبي للسباحة فإن القوانين تسمح بالمشاركة في مسابقاته فقط للسباحين الذين أكملوا 14 عاما.
ووافق الاتحاد البحريني للسباحة على مشاركة الزين في بطولة العالم في كازان.